# Rodrigo Castro
Rodrigo Octávio Coelho da Rocha e Castro (Belo Horizonte, 21 de dezembro de 1978) é um nadador brasileiro.
Formado em economia, passou a trabalhar na empresa de manutenção elétrica da família.

## Trajetória esportiva
Começou a nadar no Minas Tênis Clube e, aos 15 anos, ganhou a primeira medalha em campeonato brasileiro. Aos 18 anos, foi convocado para a seleção brasileira adulta e, dois anos depois, passou a treinar e a estudar na Universidade do Estado da Luisiana.
Participou dos Jogos Pan-Americanos de 1999 em Winnipeg, onde obteve a medalha de prata nos 4x200 metros livre, obtida com a marca de 7m22s92, recorde sul-americano, junto com Gustavo Borges, André Cordeiro e Leonardo Costa.
Participou dos Jogos Olímpicos de Verão de 2000 em Sydney, onde ficou em 13º lugar nos 4x200 metros livre e em 33º lugar nos 200 metros livre.
No Campeonato Mundial de Natação em Piscina Curta de 2002 realizado em Moscou, ficou em décimo lugar nos 200 metros livre e em quarto lugar nos 4x200 metros livre.
Participando do Campeonato Mundial de Esportes Aquáticos de 2003 em Barcelona, Castro ficou em 18º nos 200 metros livre e nono nos 4x200 metros livre.
Nos Jogos Pan-Americanos de 2003 em Santo Domingo, Castro obteve a medalha de bronze nos 200 metros livres, e a medalha de prata nos 4x200 metros livre, junto com Carlos Jayme, Rafael Mósca e Gustavo Borges.
Foi aos Jogos Olímpicos de Verão de 2004 em Atenas, onde ficou em nono lugar nos 4x200 metros livre, em 20º lugar nos 200 metros livre, e em 12º lugar nos 4x100 metros livre.
No Campeonato Mundial de Natação em Piscina Curta de 2004 em Indianápolis, teve seus melhores resultados num mundial de curta: obteve a medalha de bronze no revezamento 4x200 metros livre e também foi finalista dos 200 metros livres, terminando na oitava colocação.
Esteve no Campeonato Mundial de Natação em Piscina Curta de 2006 em Xangai, onde ficou em sétimo lugar nos 200 metros livre e em quinto lugar nos 4x200 metros livre.
Participou do Campeonato Mundial de Esportes Aquáticos de 2007 em Melbourne, e ficou em 36º lugar nos 200 metros livre e em 11º lugar nos 4x200 metros livre.
Nos Jogos Pan-Americanos de 2007 no Rio de Janeiro, Rodrigo Castro conquistou a medalha de ouro no revezamento 4x200 metros livre e ficou em quinto lugar nos 200 metros livre.
Participando do Campeonato Mundial de Natação em Piscina Curta de 2008 em Manchester, Castro ficou em sexto lugar nos 200 metros livres.
Os Jogos Olímpicos de Verão de 2008 em Pequim foram sua terceira Olimpíada. Ficou em 16º lugar nos 200 metros livre e nos 4x200 metros livres; também nadou os 4x100 metros livre, onde a equipe brasileira foi desqualificada. Quebrou o recorde sul-americano de Gustavo Borges na prova dos 200 metros livre em piscina olímpica, que já durava dez anos, com o tempo de 1m47s87. Após isto, pensou em encerrar sua carreira, mas continuou nadando oficialmente. Embora tenha perdido este recorde posteriormente, até hoje ainda detém o recorde sul-americano da prova de revezamento 4x200 metros livre em piscina olímpica de 50 metros, com 7m09s71, feito realizado no Campeonato Mundial de Esportes Aquáticos de 2009, junto com Thiago Pereira, Lucas Salatta e Nicolas Oliveira; e na piscina curta de 25 metros, com 7m06s09, junto com César Cielo, Thiago Pereira e Lucas Salatta, estabelecido em 2006 no Mundial de Xangai.
Participou do Campeonato Mundial de Esportes Aquáticos de 2009 em Roma, onde ficou em 30º lugar nos 200 metros livre e em décimo lugar nos 4x200 metros livre.
Esteve no Campeonato Mundial de Natação em Piscina Curta de 2010 em Dubai, onde ficou em 23º lugar nos 200 metros livre e em oitavo nos 4x200 metros livre.
No Campeonato Mundial de Esportes Aquáticos de 2011 em Xangai, ficou em 14º lugar nos 4x200 metros livre.
No final de 2012, Castro, aos 33 anos, anunciou sua aposentadoria do esporte.